# Bugatti Royale
Der Bugatti Type 41, auch Bugatti Royale genannt, war ein Oberklassefahrzeug des französischen Automobilherstellers Bugatti.
Ettore Bugattis Ziel war es, ein gegenüber den Konkurrenzmodellen von Rolls-Royce, Mercedes-Benz, Maybach und Cadillac überlegenes Luxusfahrzeug zu konstruieren, das von dem stärksten und laufruhigsten Motor seiner Zeit angetrieben werden sollte. Als Kundschaft hatte Ettore Bugatti vor allem die europäischen Königshäuser und die Reichen der damaligen Zeit im Blick.
Der Royale war aufwändig konstruiert und erreichte dank seines bis zu 220 kW (300 PS) starken Achtzylinder-Reihenmotors eine Höchstgeschwindigkeit von 200 km/h. Die Karosserien des Royale waren exklusiv und erregten vielfach Aufsehen. Durch die Weltwirtschaftskrise war das Auto gleichwohl kein kommerzieller Erfolg für Bugatti: In neun Jahren entstanden lediglich sechs Fahrgestelle, von denen zwei nicht verkauft werden konnten. Die Motoren erfuhren indessen eine erfolgreiche Nachnutzung durch Konstruktion von Bugatti-Triebwagen für die französische Eisenbahn.
Der Royale ist eines der größten und schwersten Autos der Automobilgeschichte und zählt zu ihren großen Klassikern.

## Entwicklungsgeschichte
Schon 1919 begannen die Planungen und Entwürfe für den Typ 41. Das erste Fahrzeug (Chassis 41-111) wurde 1926 hergestellt und nacheinander mit unterschiedlichen Karosserien versehen. Es wurde beim Großen Preis von Deutschland am Nürburgring im Juni 1928 erstmals öffentlich vorgeführt. Die Konstruktion des Typs 41 führte Jean Bugatti aus, Ettores Sohn. Wie damals im Luxuswagen-Markt üblich, lieferte Bugatti nur das „Rolling Chassis“, das heißt, das Fahrgestell mit allen Komponenten samt Motor und Kühlergrill, während die Gestaltung des Aufbaus unabhängigen Karosseriebauunternehmen überlassen wurde. Ettore Bugatti behielt jedoch die Kontrolle über sein Projekt, indem er die Lieferung des Chassis von seiner Zustimmung zum ausgewählten Karosseriebauer und zum Karosserie-Entwurf abhängig machte: Nur die angesehensten Firmen und die geschmackvollsten Aufbauten sollten für seinen Royale gut genug sein. Jean Bugatti zeichnete einige dieser Entwürfe.
Ein kommerzieller Erfolg blieb wegen der ab Ende 1929 einsetzenden Weltwirtschaftskrise aus. Ettore Bugatti war sehr wählerisch darin, wem er überhaupt einen Type 41 verkaufte. Weitere Gründe waren der sehr hohe Preis und potentielle Kunden, die davor zurückschreckten in dieser schwierigen Zeit ein so exklusives Fahrzeug zu erwerben.
So wurden nur sechs Fahrzeuge gebaut. Der erste Kunde war 1931 der französische Industrielle Armand Esders. Ein weiterer Kunde war 1932 der deutsche Arzt Dr. Josef Fuchs aus Nürnberg, der 1934 in die USA auswanderte und seinen Royale dorthin mitnahm. Aufgrund seines Preises, seiner Exklusivität, seiner Technik und der geringen gebauten Stückzahl ist das Fahrzeug heute eine Legende. Alle sechs Fahrzeuge existieren noch und befinden sich entweder in Museen oder in Privatbesitz, zwei davon im Automobilmuseum von Mülhausen, und eines im Besitz von Volkswagen. Bei einer Auktion eines Typ 41 Royale 1991 in Atlanta (USA) überschritten die Bietersummen die Marke von 10 Millionen US-Dollar, als ein nicht genannter Japaner den Zuschlag erhielt.
Als Kühlerfigur aller Royale-Modelle diente ein aufgerichteter Elefant, den Ettores Bruder Rembrandt Bugatti als Petschaft des Siegels seines Bruders entworfen hatte.

## Technik
Der Antrieb erfolgt durch einen Achtzylinder-Reihenmotor, den Bugatti von einem nicht in Serie gegangenen Flugzeugmotor Type 34 von 1923 ableitete. Er hatte in typischer Bugatti-Manier einen Motorblock in Monoblock-Bauweise, d. h., es gab keinen abnehmbaren Zylinderkopf. Das machte ihn sehr widerstandsfähig, erforderte aber zum Austausch eines Ventils den Ausbau und das Zerlegen des Motors. Der Block ist eineinhalb Meter lang und verziert mit von Hand angebrachtem Zapfenschliff. Die massive Kurbelwelle ist neunfach gelagert. Ebenfalls charakteristisch für Bugatti dieser Epoche sind die drei Ventile pro Zylinder. Der Motor wird mit 14 Litern Öl geschmiert, mit 48 Litern Wasser gekühlt und aus einem Benzintank versorgt, der 190 Liter fasst. Bohrung und Hub betragen beim Prototyp 125 × 150 mm, was einen Hubraum von 14,7 Litern ergibt; für die Serienmodelle wurden 125 × 130 mm gewählt. Damit ergab sich ein Hubraum von 12,7 Litern. In Frankreich ergaben sich 73 Steuer-PS (CV); ein Citroën Traction Avant hatte je nach Motor 7 oder 11 CV; der 9,5-Liter des Hispano-Suiza J 12 hatte 54 CV, der J-12 bis zu 66 CV und Rolls-Royce Phantom I und II 40 CV.
Der Achtzylinder-Motorblock ist von den Abmessungen und vom Hubraum her eines der größten Triebwerke, die je in einem Straßenfahrzeug verwendet wurden. Er war so elastisch, dass der Wagen ab ca. 10 km/h in den 2. Gang geschaltet und so mühelos auf über 100 km/h beschleunigt werden konnte. Zur Leistung gibt es sehr unterschiedliche Angaben zwischen 147 kW (200 PS) und 220 kW (300 PS); die Wahrheit dürfte bei etwa 202 kW (275 PS) liegen. Damit ist dieser Motor der stärkste in einem Serienwagen der Vorkriegszeit vor jenem des Duesenberg Modell J (195 kW (265 PS); mit Kompressor 235 kW (320 PS)).
Das Fahrgestell hat vorn und hinten Starrachsen; die Fahrzeuglänge variiert je nach kurzem oder langem Chassis zwischen 6,0 und 6,35 m. Das Gesamtgewicht des Fahrzeugs beträgt etwa 3200 kg.

## Die Modelle im Einzelnen
Bugatti stellte sechs Chassis für den Typ 41 her. Der Preis für das Fahrgestell allein betrug 450.000 Französische Franc - 100.000 FF mehr als ein Rolls-Royce Phantom II-Chassis in Frankreich kostete. Daraus erklärt sich, warum einige Fahrgestelle mehrfach karossiert wurden. Es gab insgesamt elf unterschiedliche Karosserien beim Typ 41.

### Chassis 41-100
Das erste, 1926 hergestellte Chassis erhielt nacheinander fünf verschiedene Aufbauten:

#### Phaeton mit Packard-Karosserie

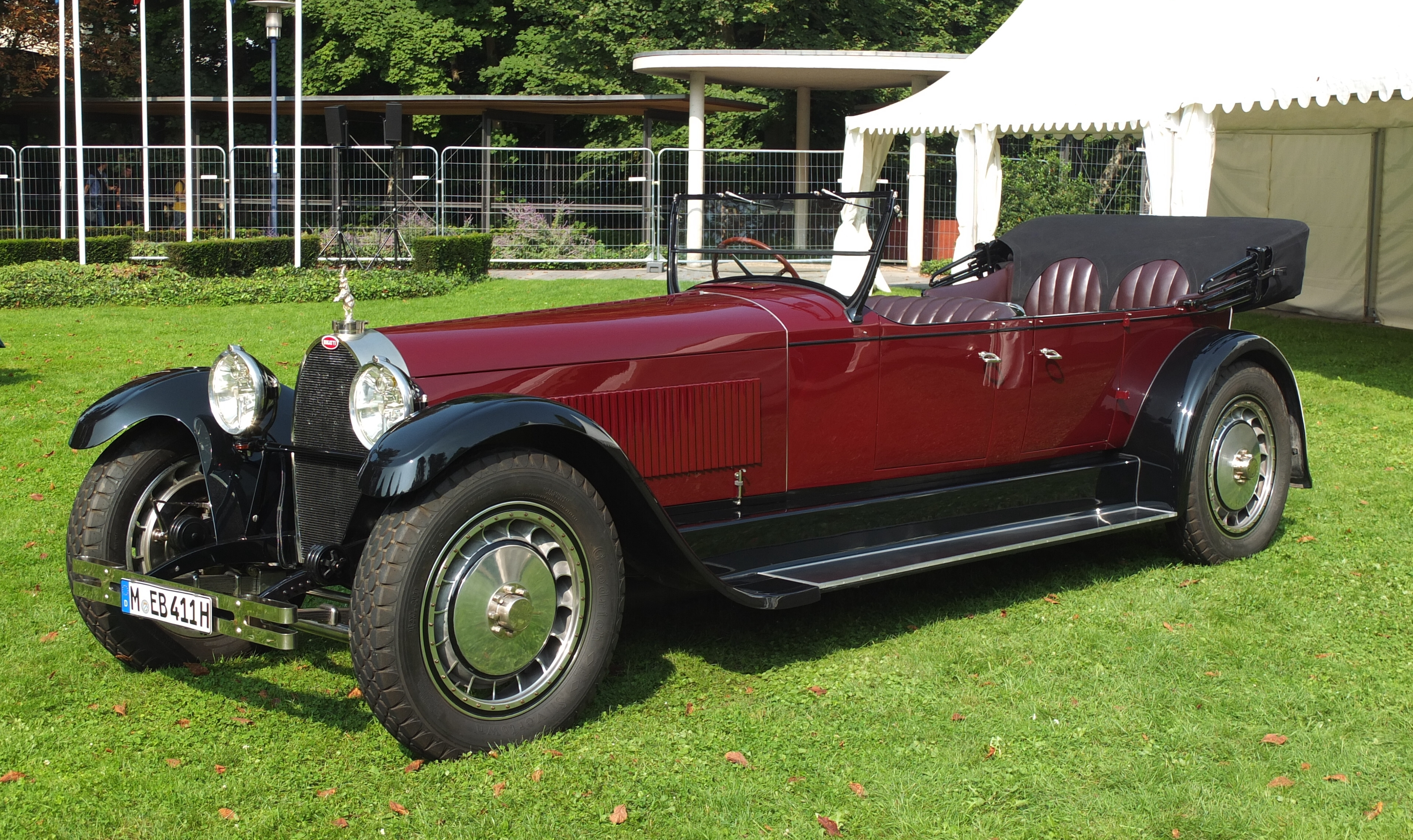
Bugatti Type 41 Packard Prototyp (1926, Nachbau)

Die Version aus dem Jahr 1926 war als Phaeton gestaltet. Die Karosserie übernahm Bugatti von einem zeitgenössischen Packard Eight. Bei diesem Fahrzeug handelte es sich gewissermaßen um den Prototyp der Royale-Reihe. Anders als die späteren Versionen trug diese Ausführung einen 14,7 Liter großen Achtzylindermotor.

#### Fiacre
1928 wurde der Phaeton-Aufbau durch eine Coupé-Karosserie mit der Bezeichnung „Fiacre“ ersetzt. Hierbei handelte es sich um einen kurzlebigen Aufbau, der zu Ausstellungszwecken erarbeitet wurde.

#### Limousine
Im gleichen Jahr erhielt das Chassis 41-100 einen Aufbau, der als viertürige Limousine gestaltet war. Das Fahrzeug war ein sogenannter Innenlenker, der Chauffeur saß also, anders als bei den meisten zeitgenössischen Luxusfahrzeugen, nicht im Freien. Ein besonderes Merkmal der Limousine war ein großes ovales Fenster hinter der Hecktür. Die Urheberschaft der Karosserie ist nicht geklärt.

#### Coach Weymann
1929 entstand eine sehr elegante, zweitürige Limousine ("Coach"), die von Weymann in Paris gestaltet worden war. Der Aufbau wurde nach Weymanns patentiertem System mit flexiblem Rahmen ausgeführt. Für die Außenhaut wurde Aluminiumblech verwendet. Sie war ursprünglich zweifarbig in schwarz und gelb mit gelben Akzentstreifen auf den Kühlrippen an der Motorhaube ausgeführt und hatte einen abgesetzten, mit Schweinsleder eingefassten Kofferraum. Die Innenausstattung bestand aus einem eigens angefertigten grau-beigen Stoff und amarantfarben getöntem Palisanderholz. Weymann gewann damit viele Preise, unter anderem auch den Grand Prix d’Honneur des Automagazins L’Auto 1929, der jeweils im Rahmen des Pariser Automobilsalons vergeben wurde. Mit diesem Auto verunglückte Ettore Bugatti 1931 auf einer Landstraße zwischen Molsheim und Straßburg. Dabei wurde das Chassis erheblich beschädigt. Zu diesem Zeitpunkt war das Fahrzeug schwarz lackiert.

#### Coupé Napoléon

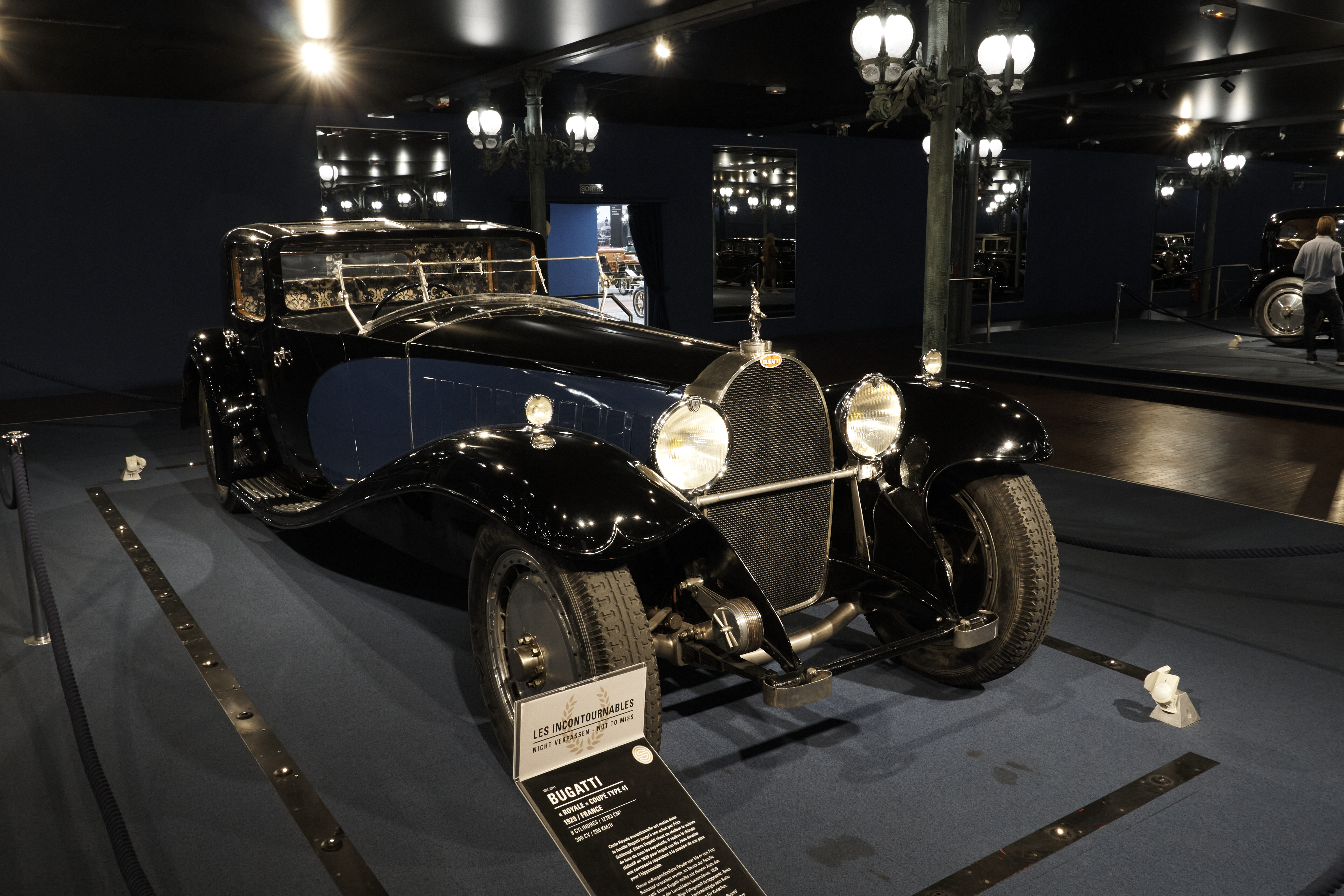
"Coupé Napoléon" in Mulhouse

Nach Ettore Bugattis Unfall mit der Weymann-Limousine konstruierte das Werk ein neues Fahrgestell, das 23 cm kürzer war als das bisherige Chassis. Die neue Konstruktion behielt die Fahrgestellnummer 41-100 bei. Der Motor wurde ausgewechselt. Hatten die vorangegangenen Versionen des 41-100 den 14,7 Liter großen Achtzylindermotor des Prototyps beibehalten, so wurde das neue Chassis mit dem regulären 12,7 Liter großen Triebwerk ausgestattet, das bereits in jüngeren Fahrgestellen eingebaut worden war.
Das neue Chassis erhielt 1931 eine von Jean Bugatti entworfene Außenlenker-Karosserie. Das Fahrgastabteil war geschlossen, der Chauffeur hingegen saß im Freien. Die Lackierung ist schwarz mit blauem Einsatz an der Flanke. Das Auto wurde inoffiziell als „Coupé Napoléon“ bezeichnet; alternative Bezeichnungen sind „Coupé du Patron“ oder Coupé de Ville. Eine zweite, sehr ähnlich gestaltete Karosserie entstand 1935 für das Chassis 41-111. Das „Coupé Napoléon“ befindet sich heute in der Cité de l’Automobile.

### Chassis 41-111
Dieses 1932 hergestellte Chassis war das erste Royale-Modell, das in Kundenauftrag hergestellt wurde. Es erhielt nacheinander zwei Aufbauten:

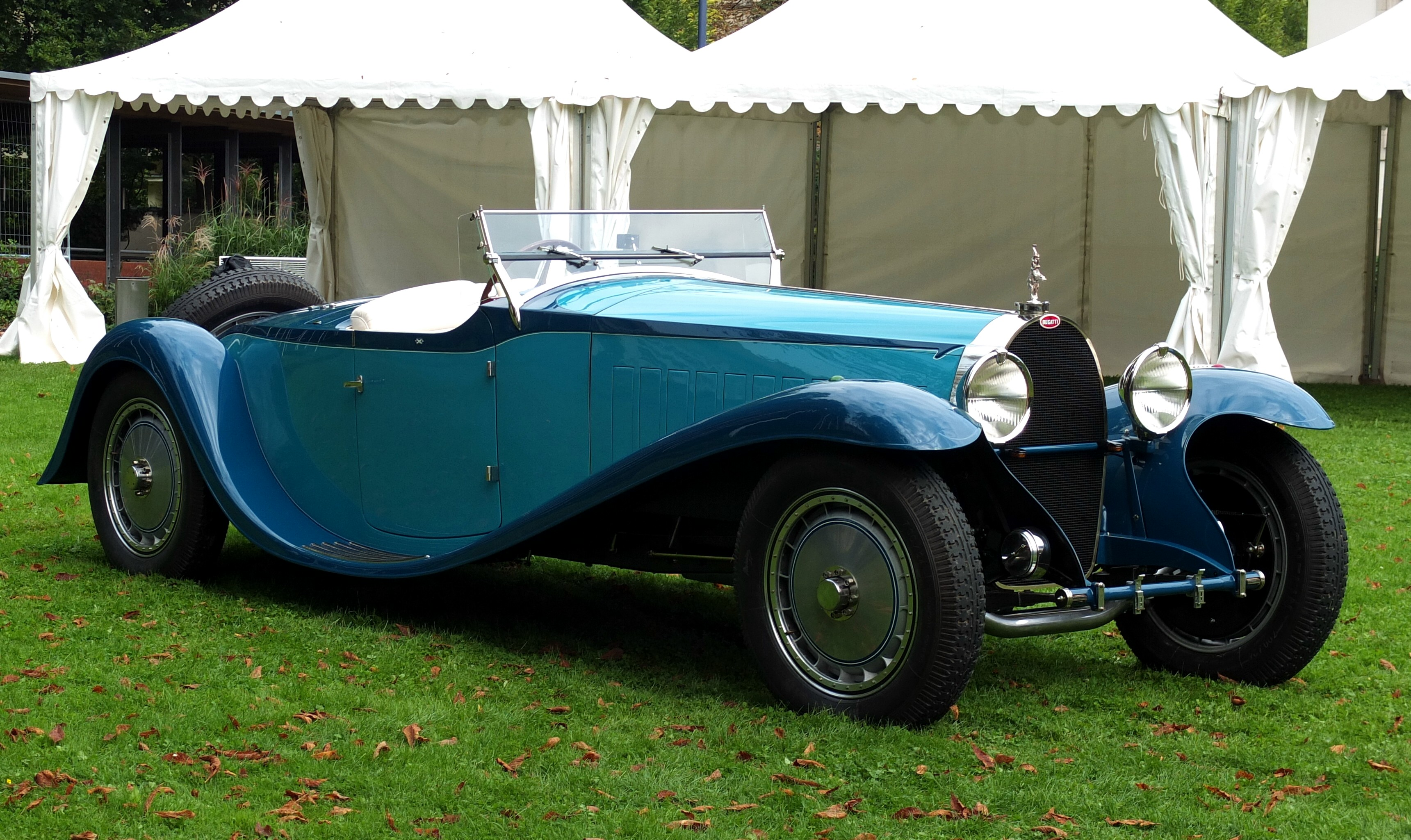
Der für Armand Esders gestaltete Royale Roadster (Nachbau)

#### Roadster Armand Esders
1932 entwarf Jean Bugatti im Auftrag des Pariser Industriellen Armand Esders eine Roadster-Karosserie für das Royale-Chassis. Der Aufbau verfügte über lange, geschwungene Kotflügel und fließende Linien und folgte der Formensprache des etwa zeitgleich erschienenen Bugatti T55. Der Esders-Roadster hatte abnehmbare Scheinwerfer, die in einem Fach im Heck verstaut waren. Sein Eigentümer pflegte nachts nicht zu fahren und fand, dass Scheinwerfer die Gesamtlinie des Fahrzeugs störten.
Nach zwei Jahren wurde die Roadster-Karosserie entfernt. In den 1970er Jahren begannen die Brüder Hans und Fritz Schlumpf mit dem Nachbau dieses Automobils anhand der Original-Pläne für Chassis und Karosserie. Dabei konnten sie auf ein ungebrauchtes Original-Fahrgestell zurückgreifen und einen Motor aus einem der SNCF-Triebwagen erwerben. Das Projekt wurde wegen der Turbulenzen um ihre Sammlung in den späten 1970er Jahren unterbrochen. Jahrzehnte später beendete die Rechtsnachfolgerin, die Collection Schlumpf, die Rekonstruktionsarbeiten. Das neu aufgebaute Fahrzeug ist im Besitz des Museums.

#### Coupé de Ville Binder

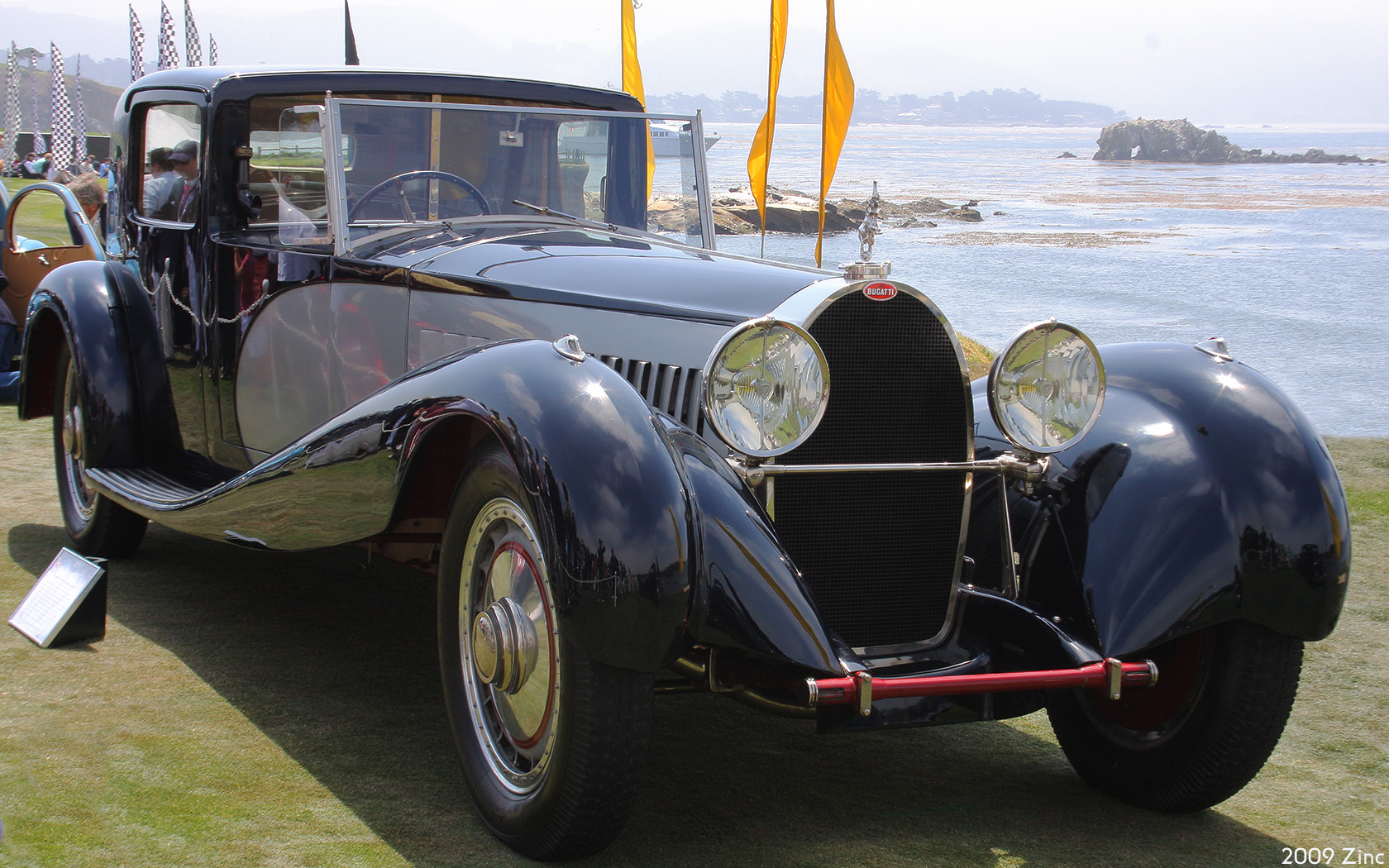
Bugatti Type 41 Royale Binder Coupé De Ville

1935 stellte das Pariser Karosseriebauunternehmen Henri Binder einen Coupé de Ville-Aufbau für das Chassis 41-111 her. Die Karosserie ähnelte sehr dem von Jean Bugatti entworfenen „Coupé Napoléon“ von 1931. Die Lackierung ist schwarz mit weißem Einsatz an der Flanke. Das Fahrgestell und die Unterseite der Kotflügel sind rot lackiert. Das Fahrzeug ist heute im Besitz des VW-Konzerns.

### Chassis 41-121

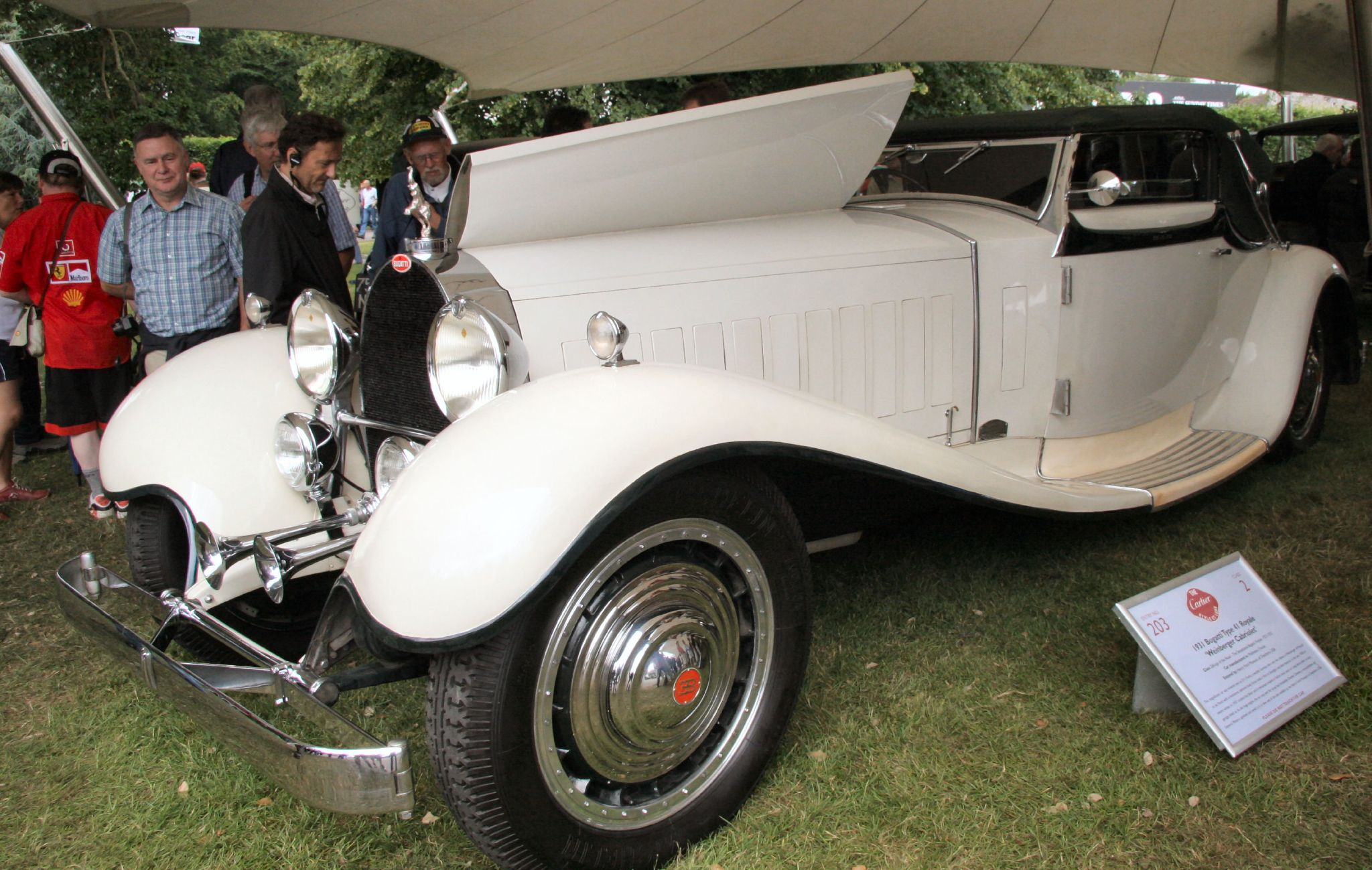
Bugatti Type 41 Royale 'Weinberger Cabriolet' 1931

Das  Chassis 41-121 ist das erste Fahrgestell der Royale-Reihe, das nur einen Aufbau erhielt.
1931 entwarf das Münchner Karosseriebauunternehmen Weinberger im Auftrag des Nürnberger Arztes Dr. Joseph Fuchs eine Cabriolet-Karosserie mit langer Motorhaube und knapp geschnittenem Fahrgastabteil. Das Auto wurde 1932 mit schwarzer Lackierung und hellem Verdeck ausgeliefert. Dr. Fuchs nahm das Fahrzeug mit ins Exil, das ihn in Etappen über die Schweiz, Shanghai und Kanada nach New York führte. Im Winter 1937/38 erlitt das Auto einen kapitalen Motorschaden infolge eines eingefrorenen Kühlsystems. Schließlich gelangte der Wagen auf einen Schrottplatz in der Bronx. Dort erwarb ihn 1943 der GM-Ingenieur Charles Chayne.
Bei der anschließenden Restaurierung in den Jahren 1946/47 wurden zahlreiche Änderungen und Eingriffe vorgenommen. Technisch gehörte dazu der Ersatz des einzelnen Schebler-Vergasers durch eine Anlage mit vier Strombergvergasern und die Umrüstung von mechanisch auf hydraulisch betätigte Bremsen. Der Umbau der Bremsen erforderte andere Räder, denn Bugatti hatte die Bremstrommeln des Originals in die aus Aluminium gegossenen Räder integriert, um die ungefederten Massen zu reduzieren. Chayne setzte auf die neuen Stahlräder eigens angefertigte, verchromte Radkappen. Zu den äußerlichen Modifikationen gehörte eine Umlackierung auf perlmutt-weiß mit schwarzen Akzenten, ein schwarzes Verdeck und schwarzer Koffer. Auch den Innenraum überarbeitete Chayne nach seinen Vorstellungen.
Den restaurierten Royale schenkte Chayne 1958 dem Henry Ford Museum in Dearborn, wo er bis heute eine der größten Attraktionen darstellt. Er befindet sich noch immer in dem modifizierten Zustand, in dem ihn das Museum erhielt.

### Chassis 41-131

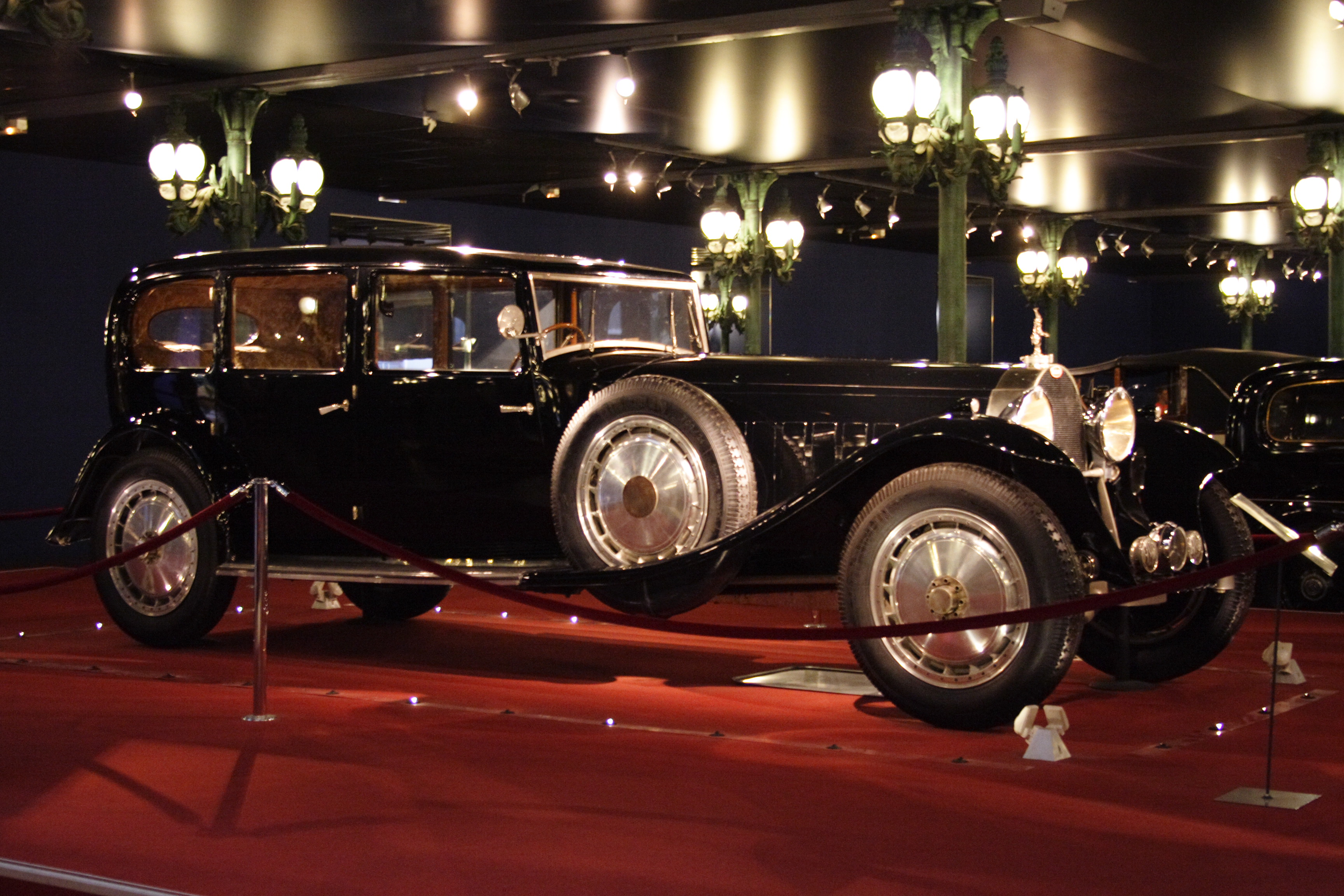
Bugatti Type 41 Limousine Park Ward von 1933; Chassis Nr. 41-131, permanent ausgestellt in der Cité de l’Automobile

Der Wagen mit der Fahrgestellnummer 41-131 war der dritte Royale, der einen Käufer fand. Er wurde 1933 an den britischen Captain Cuthbert Foster geliefert. Das Auto war als Innenlenker-Limousine gestaltet. Der Aufbau wurde bei Park Ward in Großbritannien hergestellt. Das Fahrzeug ist schwarz lackiert und befindet sich heute in der Cité de l’Automobile.
Dieses Modell inspirierte den Schweizer Automobilkonstrukteur Franco Sbarro zu seinem Modell Sbarro Royale.

### Chassis 41-141
1932 entstand für das Chassis 41-141 eine zweitürige Limousine mit einer Karosserie von Kellner Frères, Paris. Der Wagen wurde 1932 am Automobilsalon im Londoner Olympia gezeigt, konnte aber nicht verkauft werden.  Er wurde von der Familie Bugatti genutzt. Das Fahrzeug wurde nach dem Zweiten Weltkrieg Bestandteil der Sammlung von Briggs Cunningham in den USA. Es wechselte 1987, 1990 und 2001 den Besitzer.

### Chassis 41-150

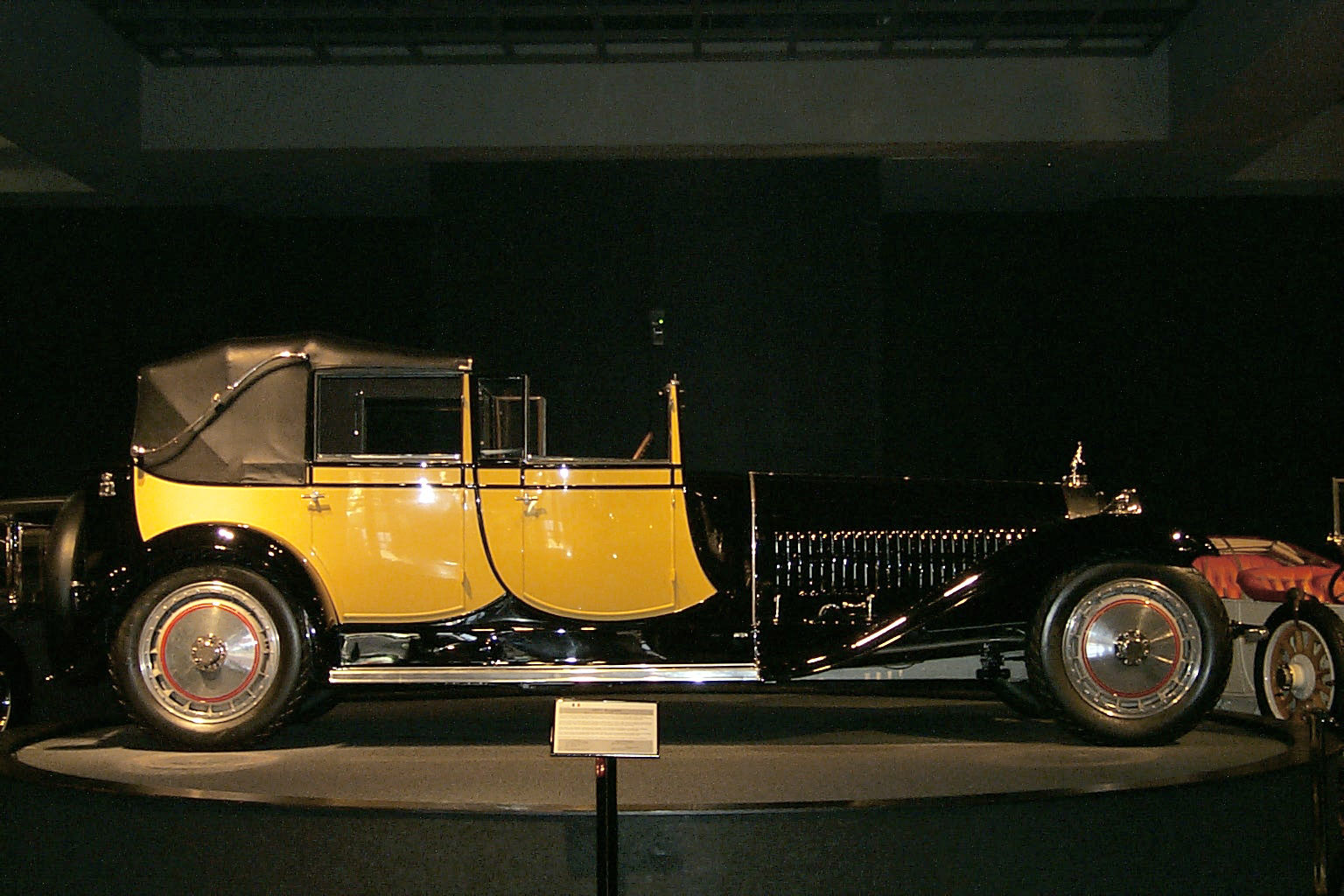
Bugatti Type 41 Berline de Voyage von 1929; Chassis Nr. 41-150

Bereits 1929 wurde das Chassis 41-150 mit dem Aufbau einer Cabriolet-Limousine („Berline de Voyage“) ausgestattet. Das Fahrzeug blieb lange im Besitz der Familie Bugatti. Ettores Witwe benutzte diesen Royale bis in die 1950er-Jahre. Die Berline de Voyage war zeitweilig weiß lackiert mit hellgrauen Akzenten. Heute wird der kutschenähnliche Aufbau durch seine gelbe Farbe betont, während der Rest des Autos schwarz lackiert ist.

## Anderweitige Verwendung der Royale-Motoren
In Erwartung zahlreicher Bestellungen ließ Ettore Bugatti ab 1929 etwa 100 Triebwerke für den Royale herstellen. Da allerdings nur einzelne Fahrzeuge abgesetzt werden konnten, kam es bald zu einem Überbestand an Motoren. Sie wurden zunächst in Molsheim gelagert und gelangten ab 1935 zum Einbau in die neuen vierachsigen Schienen-Triebwagen, die Bugatti für die französischen Eisenbahn SNCF entwickelt hatte. Ein solcher SNCF XB 1000 benötigte, je nach Ausführung, zwei bis vier dieser Motoren. Die SNCF bestellte insgesamt 79 dieser Schienenfahrzeuge und machte damit den Royale indirekt doch noch zu einem kommerziellen Erfolg für Bugatti.

## Damalige Konkurrenzmodelle
- Rolls-Royce Phantom I / II
- Bentley 8 litre
- Daimler Double-Six 40/50 (6,5-Liter V 12)
- Delage D.8-120
- Hispano-Suiza H 6 (6 Zylinder); J 12; J 12 Bis (V12)
- Mercedes-Benz 770 („Großer Mercedes“, W 07)
- Maybach Zeppelin DS 8 (V12)
- Cadillac V16
- Bucciali Double Huit (V16)
- Duesenberg J; SJ
- Packard Twin Six / Twelve (V12)
- Voisin C18; C20 (V12)
- Horch 12 (V12)

## Nachbauten
Der Bugatti Royale diente in späteren Jahren mehrfach als Vorlage für Nachbauten, die das Thema einer großen Limousine im Stil der 1930er Jahre aufgriffen:

### Panther De Ville
Von 1974 bis 1985 produzierte der britische Automobilhersteller Panther Westwinds die Limousine De Ville, die die Gestaltungsmerkmale des Royale sehr frei interpretierte. Die Fahrzeuge basierten auf der Technik des Jaguar XJ und verwendeten zahlreiche British Leyland-Komponenten, unter anderem die Fahrgastzelle des Mittelklasse-Modells Austin 1800 („Landcrab“). Neben der viertürigen Ausführung entstanden auch einige zweitürige Coupés und Cabriolets.

### Sbarro Royale
1976 konstruierte der Schweizer Designer Franco Sbarro eine vergleichsweise authentische Replica der Park-Ward-Limousine, die 1933 auf dem Fahrgestell 141-131 entstanden war. Eine technische Besonderheit des Sbarro Royale genannten Fahrzeugs war sein 7,0 Liter großer Sechzehnzylinder-Motor, der aus zwei Achtzylindertriebwerken von Rover zusammengesetzt worden war. Der Sbarro Royale blieb ein Einzelstück.

### Technikmuseum Sinsheim

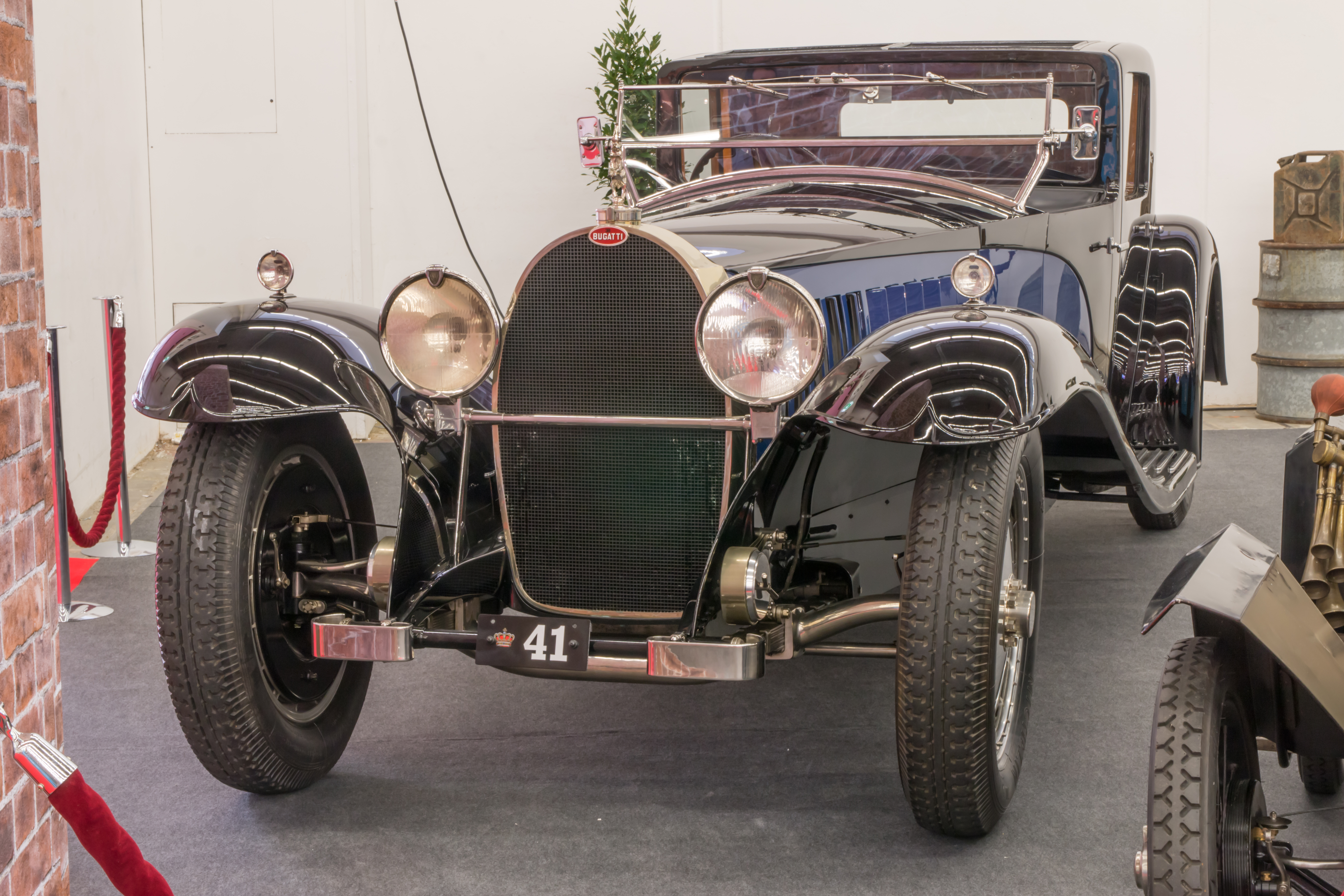
Nachbau des Coupé Napoléon

Hier befindet sich ein Nachbau des Coupé Napoléon.

## Technische Daten
| Technische Daten      | Technische Daten                                                               | Technische Daten                                                               |
| Bugatti               | Type 41 Royale 41.100 (1928 bis 1931)                                          | Type 41 Royale 41.100 (ab 1932) und Serienmodelle                              |
| --------------------- | ------------------------------------------------------------------------------ | ------------------------------------------------------------------------------ |
| Motor:                | Achtzylinder-Reihenmotor                                                       | Achtzylinder-Reihenmotor                                                       |
| Hubraum               | 14.720 cm³                                                                     | 12.763 cm³                                                                     |
| Bohrung × Hub         | 125 × 150 mm                                                                   | 125 mm × 130 mm                                                                |
| Leistung              | 220 kW (300 PS) bei 3000/min.                                                  | 220 kW (300 PS) bei 3000/min.                                                  |
| Zündkerzen            | 16                                                                             | 16                                                                             |
| Ventile               | 24 (3 pro Zylinder: 1× Einlass, 2× Auslass)                                    | 24 (3 pro Zylinder: 1× Einlass, 2× Auslass)                                    |
| Ventilsteuerung       | eine obenliegende Nockenwelle                                                  | eine obenliegende Nockenwelle                                                  |
| Gemischaufbereitung   | ein Bugatti-Schebler Doppelvergaser                                            | ein Bugatti-Schebler Doppelvergaser                                            |
| Getriebe              | Manuelles Dreiganggetriebe vor der Hinterachse                                 | Manuelles Dreiganggetriebe vor der Hinterachse                                 |
| Rahmen                | Stahlprofilrahmen mit x-förmigen Verstrebungen                                 | Stahlprofilrahmen mit x-förmigen Verstrebungen                                 |
| Aufhängung vorn       | Starrachse mit Halbelliptikfedern                                              | Starrachse mit Halbelliptikfedern                                              |
| Aufhängung hinten     | Starrachse mit zwei Paaren Viertelelliptikfedern                               | Starrachse mit zwei Paaren Viertelelliptikfedern                               |
| Bremsen               | 4 Trommelbremsen, in die Leichtmetallräder eingegossen mechanisch über Seilzug | 4 Trommelbremsen, in die Leichtmetallräder eingegossen mechanisch über Seilzug |
| Radstand              | 4530 mm                                                                        | 4300 mm                                                                        |
| Länge                 | 6000–6500 mm                                                                   | 6000–6500 mm                                                                   |
| Breite                | 1990–2030 mm                                                                   | 1990–2030 mm                                                                   |
| Gewicht               | 3000–3300 kg                                                                   | 3000–3300 kg                                                                   |
| Bereifung             | 24 Zoll                                                                        | 24 Zoll                                                                        |
| Höchstgeschwindigkeit | 200 km/h                                                                       | 200 km/h                                                                       |
| Verbrauch             | 37 Liter pro Stunde                                                            | 37 Liter pro Stunde                                                            |